# Sheik Umar Khan
Sheik Umar Khan (6 de março de 1975 — 29 de julho de 2014) foi o principal médico serra-leonês que tentava conter o surto de Ebola no país em 2014.
O virologista é creditado com o tratamento de mais de cem pacientes antes de sucumbir ao próprio vírus. Foi reconhecido como um “herói nacional” pelo Ministério da Saúde da Serra Leoa. Khan trabalhava há muito tempo com a febre de Lassa, uma doença que mata mais de cinco mil por ano na África. Tinha expandido sua clínica para aceitar pacientes com Ebola. O presidente da Serra Leoa, Ernest Bai Koroma, comemorou Khan como um “herói nacional”. Tinha um hábito de abraçar os pacientes curados do Ebola que estavam saindo de sua enfermaria, para elevar o ânimo.
Khan fez contato com o Hospital de Ensino Korle-Bu em 2010, quando veio ao Gana para fazer sua residência. Foi admitido na Faculdade de Médicos e Cirurgiões do Gana para realizar um programa de treinamento de residência de três anos em medicina interna. Como parte do treinamento, foi enviado ao Departamento de Medicina do Hospital de Ensino Korle-Bu.[carece de fontes?]

## Morte
Khan foi muito meticuloso ao vestir equipamentos de proteção individual ao tratar pacientes. Acreditando que o vírus não podia ser transmitido no ar, trabalhou sem medo com pacientes com o vírus Ebola. Apesar de observar os protocolos recomendados, Khan foi infectado pelo vírus e morreu em 29 de julho de 2014 em uma instalação administrada pela Medecins Sans Frontieres. Não lhe foi oferecida uma dose do medicamento experimental ZMapp, embora um estivesse disponível. O presidente da Serra Leoa, Ernest Bai Koroma, deveria visitar seu centro de tratamento na semana seguinte.
O livro Outbreak Culture, de autoria de Pardis Sabeti e Lara Salahi, descreve os dilemas éticos e políticos que envolveram sua morte, e relata detalhes do combate ao surto de ebola em que Sheik Umar Khan faleceu.

## Prêmios e honras
- Em 18 de dezembro de 2014, Khan foi nomeado uma das 10 “pessoas que mais importavam” em 2014, junto com Maryam Mirzakhani, Radhika Nagpal e outras.[13]
- Em 2019, o asteroide 6781 Sheikumarkahn, descoberto pelo astrônomo americano Eleanor Helin no Observatório Palomar em 1990, foi nomeado em sua memória.[14] A citação de nomeação oficial foi publicada pelo Minor Planet Center em 27 de agosto de 2019 (M.P.C. 115893).[15]